# Umbrina roncador
Umbrina roncador es una especie de pez de la familia Sciaenidae en el orden de los Perciformes.

## Morfología
• Los machos pueden llegar alcanzar los 56 cm de longitud total y 2.490 g de peso.

## Alimentación
Come peces, crustáceos, gusanos marinos y bivalvos.

## Hábitat
Es un pez de clima subtropical y demersal que vive hasta los 45 m de profundidad.

## Distribución geográfica
Se encuentra en el Pacífico oriental central: desde Point Conception (California, los Estados Unidos) hasta el Golfo de California.

## Observaciones
Es inofensivo para los humanos.